# Röhrnbach
Röhrnbach è un comune tedesco di 4 555 abitanti, situato nel land della Baviera.